# Gare centrale de Guelph
La gare centrale de Guelph est une gare ferroviaire et routière à Guelph en Ontario. Elle est desservie par des trains de banlieue de la ligne Kitchener, ainsi que le train de Via Rail Canada entre Toronto et Sarnia. La gare est également desservie par des autobus de GO Transit, Guelph Transit, et de Guelph Owen Sound Transportation (GOST). La gare est située sur Carden Street, à l'est de Wyndham Street au centre-ville de Guelph.

## Situation ferroviaire
La gare est située à la borne 48,8 milles (78,5 km) de la subdivision Guelph de Metrolinx, entre les gares de Kitchener et d'Acton. Un droit de passage est accordé au Canadien National pour les trains de fret sur la ligne.
À l'ouest d'Acton, le paysage devient rural, avant de gravir un talus et de traverser la rivière Eramosa jusqu'au centre-ville de Guelph et de s'arrêter à la gare de Guelph. À l'ouest de la gare de Guelph, le train ralentit tout de suite en traversant un quartier résidentiel où les maisons font face aux voies. Les choses ne s'accélèrent pas à nouveau jusqu'à ce que la ligne traverse l'autoroute Hanlon, mais c'est ensuite une course rapide à travers les cantons de Puslinch et Woolwich. Après avoir traversé le village de Breslau (où une gare peut être construite pour offrir des installations de stationnement incitatif à la région de Waterloo), la ligne traverse la rivière Grand pour entrer dans la ville de Kitchener.

## Histoire
Ayant acquis le Toronto & Guelph Railway, le Grand Tronc reconnaissait qu'une ligne entre Toronto et Guelph permettrait d'accéder à l'ouest. La ligne fut immédiatement prolongée de Guelph à Sarnia par Stratford et St-Marys. Alors que le chemin de fer offrait plusieurs avantages économiques et que la population locale bénéficiait de moyens de transport plus faciles et que les entreprises avaient la capacité d'apporter des matériaux et d'expédier des marchandises, une déconnexion persistait. La voie du Grand Tronc a scindé le centre-ville, coupant l'espace vert public soigneusement planifié par John Galt, le fondateur et planificateur de Guelph. Mais le Grand Tronc a généralement obtenu ce qu'il voulait. L'entreprise a fourni une gare en briques, située à l'endroit où se trouve aujourd'hui le dépôt de bus.
La gare originale de 1855 a été conçue par Francis Thompson et a suivi une conception initiale à l'italienne avec cinq quais, cinq grandes fenêtres. Une salle d'attente unique, un bureau du chef en gare et une salle des bagages, ainsi qu'un hangar à marchandises séparé ont été construits. La gare a ensuite été mise à jour en 1870 avec un toit du style Second Empire similaire à ce qui s'est passé à Kingston avant qu'un incendie ne détruise une grande partie de cette gare. Dans les années 1880, la ville s'était agrandie et, malgré quelques efforts ponctuels, le Grand Tronc estimait qu'il n'était pas nécessaire de construire une nouvelle gare ou de bonifier la ligne. Ainsi, une question de sécurité est soulevée, car le passage à niveau du centre-ville s'est avéré un peu dangereux. Cela n'a pas aidé non plus que le Grand Tronc soit le seul opérateur pour le fret. En 1884, la ville a établi le chemin de fer Guelph Junction pour construire une ligne secondaire de la ville à la ligne principale de Credit Valley (Canadien Pacifique) à Campbellville, puis rapidement invité le CP à exploiter la ligne secondaire et à utiliser le Prieuré à quelques pâtés de maisons seulement de la gare du Grand Tronc comme leur gare.
Ayant maintenant une certaine influence, les entreprises de Guelph se sont adressés à nouveau au Grand Tronc en 1887 pour construire une nouvelle gare. Le Grand Tronc, toujours en difficulté financière, a réagi en effectuant des réparations mineures. Lorsque le CP a commencé le processus de construction de nouvelles gares sur son réseau à partir de 1890, le Grand Tronc a été secoué en action. Cela a aidé Charles Hays, maintenant installé en tant que président, à y voir une chance de moderniser et d'unifier l'ensemble du Grand Tronc à partir de 1896. À Guelph, ils ont décidé de réutiliser l'ancienne gare comme bureau de fret et de construire une nouvelle gare dans un nouvel emplacement et a offert jusqu'à 5 000 $ pour un petit terrain, le dernier parc public du centre-ville. La ville a refusé l'offre et le Grand Tronc s'est plutôt adressé au gouvernement fédéral. En 1905, ils obtinrent l'autorisation d'exproprier le terrain et la ville n'eut pas le choix.
La question foncière étant réglée, restait la question de la conception et du partage des coûts. La ville avait déjà intenté une poursuite contre le Grand Tronc en 1908 pour des plaintes de dangers et de bruit. Et la ville considérait la nouvelle gare de Brantford comme un brillant exemple de grande architecture ferroviaire. Le début du 20e siècle a favorisé un mélange de design à l'italienne et roman, ce qui était clairement visible dans la gare de Brantford de 1905. Une imposante salle d'attente pour les passagers et un simple espace pour les bagages, c'était tout ce que la ville voulait dans leur gare. La ville a remporté le procès et le Grand Tronc a dû construire des passages à niveau à quelques endroits pour assurer un centre-ville plus sûr. Mais cela leur a également permis de réduire la taille de la nouvelle gare. La ville était moins que satisfaite lorsque le nouveau plan a été publié. L'apparence de la gare de Brantford était là, mais pas la taille. La construction a commencé la même année. La nouvelle gare comportait une fondation en calcaire et un extérieur en brique chamois. Ironiquement, le Grand Tronc a démoli l'ancienne gare, utilisant son calcaire pour former les fondations de la nouvelle gare. Les détails architecturaux comprenaient le bâtiment roman traditionnel avec une grande tour à l'italienne et une grande porte cochère. À l'intérieur se trouvait une salle d'attente générale et un salon séparé pour les dames. Des chambres de bagages et d'express spacieuses ont été incluses. Un bureau de chef de gare, une billetterie et une baie de télégraphe qui s'avançaient sur le qui terminaient l'intérieur. Les lambris en bois et le sol en terrazzo avec une attention aux détails au plafond ont apporté une touche de classe. Le journal Guelph Mercury est allé jusqu'à décrire la nouvelle gare comme belle, mais la plupart des résidents l'ont considérée comme décevante. La nouvelle gare a ouvert ses portes avec peu d'enthousiasme en novembre 1911. Seule une poignée du personnel du Grand Tronc était sur place pour regarder le train rouler dans la nouvelle gare pour la première fois. Malgré la réponse mitigée, les nouveaux ponts ferroviaires surélevés ont amélioré la circulation dans le centre-ville et réduit les accidents et les blessures. La gare a continué sous la bannière du Canadien National en 1923 et n'a connu que des rénovations mineures, notamment l'installation d'un plafond suspendu pendant la Grande dépression pour économiser le chauffage et l'élimination du salon des dames au profit des toilettes.
Lorsque le Canadien National a suspendu les services voyageurs en 1978, la gare a été placée sous Via Rail, prenant en charge les services voyageurs à travers le Canada. Située sur la route principale entre Toronto et les États-Unis, la gare a accueilli de 1990 à 2004 l'International, un train exploité conjointement entre Via Rail et Amtrak entre Toronto et Chicago. GO Transit a commencé à exploiter des trains de Toronto à Guelph en 1990, mais les compressions budgétaires ont entraîné la fin du service après seulement trois ans, mais verraient la restauration en 2011 avec le prolongement vers Kitchener. En 1992, la gare a été designée une gare patrimoniale en vertu de la Loi sur la protection des gares ferroviaires patrimoniales fédérales.
Depuis le 21e siècle, la gare est devenue une importante plaque tournante du transport en commun au centre-ville de Guelph, un point central pour les trains et les autobus de GO Transit, les trains de Via Rail, et les autobus de transport en commun locaux, avec un dépôt d'autobus agrandi achevé en 2012. L'ancienne gare a subi d'importants travaux de restauration et de rénovation en 2016 pour assurer une accessibilité et une restauration complète des principaux éléments architecturaux, ce qui sont achevés en 2017.
En septembre 2021, Metrolinx a annoncé le lancement d'un projet pilote prolongeant un seul train vers l'ouest de Kitchener à London, desservant des arrêts à Stratford et à St-Marys.

## Service aux voyageurs

### Accueil
La gare centrale de Guelph ne dispose pas de personnel. Plusieurs options de libre-service sont disponibles pour monter à bord du train GO. Les clients peuvent charger leur carte Presto à partir d'un distributeur de billets compatible avec Presto, acheter un billet électronique à partir de leur téléphone intelligent ou appuyer sur le valideur avec une carte de crédit sans contact (tarif adulte seulement) ou une carte Presto. Les passagers de Via Rail doivent acheter leurs billets sur le site web, sur l'application mobile, ou par téléphone.
La gare est équipée d'une salle d'attente, des abris de quai chauffés, d'un téléphone payant, de Wi-Fi, et d'un débarcadère. La gare est accessible aux fauteuils roulants.
La carte Presto n'est pas acceptée pour un trajet au-delà de la gare de Kitchener. Les passagers qui prennent un train vers Stratford, St-Marys ou London doivent acheter un billet sur le site web de GO Transit, et valider le billet dans leur téléphone cellulaire.

### Desserte
En semaine, sept trains en provenance de Kitchener et de London vers Toronto s'arrêtent à la gare le matin, ainsi que deux trains au milieu de la journée et un train de soir. Huit trains à destination de Kitchener, ainsi qu'un train vers London s'arrêtent à la gare en semaine, ainsi qu'un train de nuit se terminant à Guelph.
En fin de semaine, le service de train est remplacé par le service d'autobus entre Guelph et Brampton. La ligne 33 relie l'Université de Guelph, la gare centrale de Guelph, la gare de Mount Pleasant et le terminus York Mills à North York. Le service de train relie ensuite la gare de Mount Pleasant et la gare Union de Toronto toutes les heures.

### Intermodalité

#### GO Transit
- 17 Waterloo / Hamilton (lundi au vendredi, à partir du 8 avril 2023)[18]
  - Direction nord vers l'Université de Waterloo
  - Direction sud vers la gare d'Hamilton (Hamilton GO Centre)
- 29 Guelph / Mississauga (tous les jours au quai 12)
  - Direction est vers la station Kipling du métro
- 31 Georgetown (tous les jours au quai 12)
  - Direction est vers la gare Union de Toronto
  - Direction ouest vers l'Université de Guelph
- 33 Guelph / North York (lundi au vendredi au quai 13)
  - Direction est vers le terminus York Mills
  - Direction ouest vers l'Université de Guelph

#### Guelph Transit
- 3 Westmount (Quai 21)
- 4 York (Quai 2)
- 8 Stone Road Mall (Quai 3)
- 9 Waterloo (Quai 6)
- 10 Imperial (Quai 19)
- 11 Willow West (Quai 4)
- 12 General Hospital (Quai 22)
- 13 Victoria Road Recreation Centre (Quai 5)
- 14 Grange (Quai 20)
- 20 Northwest Industrial (Quai 1)
- 99 Mainline (Quai 7 en direction sud, quai 18 en direction nord)
- Autobus sur demande (Quai 15)

La correspondance est gratuite entre le train ou l'autobus de GO Transit et l'autobus de Guelph Transit, sur présentation d'un billet unitaire, ou un laissez-passer journalier de GO Transit. La carte Presto est également acceptée en semaine entre le début du service et 7h30, et entre 17h40 et 21h15. Les cartes de crédit et les portefeuilles électroniques ne sont pas acceptées à bord de l'autobus de Guelph Transit.

#### Guelph Owen Sound Transportation
Guelph Owen Sound Transportation (GOST) offre un service d'autobus interurbain entre la gare centrale de Guelph et Owen Sound, avec des arrêts à Chatsworth, Williamsford, Durham, Mount Forest, Arthur, Fergus et Elora. Les autobus de GOST desservent la gare deux fois par jour, sept jours sur sept : 10h40 et 17h32. Les tarifs varient entre 5 et 20 $, selon la distance parcourue.